# Haswelliporina venusta
Haswelliporina venusta är en mossdjursart som först beskrevs av Harmer 1957.  Haswelliporina venusta ingår i släktet Haswelliporina och familjen Porinidae. Inga underarter finns listade i Catalogue of Life.